# قیاس اقترانی
قیاس اقترانی یا باهمشماری نوعی از استدلال قیاسی در منطق است. در این نوع استدلال، نتیجه یا نقیض آن در مقدمات استدلال وجود ندارد. در این نوع قیاس، کوچک‌ترین واحد، قضیه نیست، بلکه اجزای قضیه ازجمله موضوع و محمول دارای اهمیت هستند. قالب کلی استنتاج در منطق محمول اصطلاحاً قیاس اقترانی نامیده می‌شود. قیاس اقترانی از دو قضیه حملی تشکیل می‌شود و نتیجه آن نیز یک قضیه حملی است.

## اجزای قیاس اقترانی
نوعی از استدلال قیاسی در منطق، «قیاس اقترانی» یا باهمشماری است. در این نوع استدلال، نتیجه یا نقیض آن در مقدمات استدلال وجود ندارد. در این نوع قیاس، کوچک‌ترین واحد، قضیه نیست، بلکه اجزای قضیه ازجمله موضوع و محمول دارای اهمیت هستند. قالب کلی استنتاج در منطق محمول اصطلاحاً قیاس اقترانی نامیده می‌شود. قیاس اقترانی از دو قضیه حملی تشکیل می‌شود و نتیجه آن نیز یک قضیه حملی است؛ به مثال‌های زیر توجه کنید:
هر آهنی فلز است؛ هر فلزی رساناست - پس هر آهنی رساناست.
هر اسبی حیوان است؛ بعضی از اسب‌ها سفید هستند - پس بعضی از حیوانات سفید هستند.
موضوع نتیجهٔ قیاس را «حد اصغر» می‌نامند (مانند «آهن» و «حیوان» در قیاس‌های بالا)، و محمول نتیجه را «حد اکبر» می‌خوانند (مانند «رسانا» و «سفید» در قیاس‌های یادشده). نام مقدمه‌ای که مشتمل بر حد اصغر است، «صغرا» (هر آهنی فلز است و هر اسبی حیوان است)، و مقدمه‌ای که مشتمل بر حد اکبر است، «کبرا» ست (مانند هر فلزی رساناست و بعضی اسب‌ها سفید هستند)، و بالاخره «حد وسط» موضوع یا محمولی است که در هر دو مقدمه تکرار شده و در نتیجه حذف می‌شود (مانند فلز و اسب). حد وسط در منطق اهمیت خاص دارد، زیرا بین مقدمات و نتیجه پیوند مناسب برقرار می‌کند؛ از قضایایی که حد وسط یا حد مشترک نداشته‌باشند، به قضایای بیگانه تعبیر می‌کنند و این قضایا نتیجه‌ای دربرنخواهندداشت؛ مانند:

هر کبوتری پرنده است؛ هر شتری نشخوارکننده است.

## انواع قیاس اقترانی
- قیاس اقترانی حملی دو مقدمهٔ حملی دارد. مانند: مثلث شکلی هندسی است. هر شکل هندسی کمیتی دوبعدی است. پس مثلث کمیتی دوبعدی است.
- قیاس اقترانی شرطی از دو مقدمهٔ شرطی یا از یک مقدمهٔ شرطی و یک مقدمهٔ حملی تشکیل می‌شود. مانند: اگر یک دانش‌آموز درس بخواند، قبول می‌شود. اگر او قبول شود، خانواده‌اش خوش‌حال می‌شوند. پس اگر یک دانش‌آموز درس بخواند، خانواده‌اش خوش‌حال می‌شوند.

## شکل‌های چهارگانه قیاس اقترانی
چهار حالت برای قیاس اقترانی متصور است که به شکل‌های چهارگانه مشهورند؛ این چهارشکل به دلیل موقعیت‌های مختلف حد وسط است. در شعر معروف، اشکال اربعه چنین بیان شده‌است:اوسط اگر حمل یافت، در بَرِ صغرا و باز/وضع به کبرا گرفت، شکل نخستین شمار. حمل به هر دو دوم، وضع به هر دو سوم/رابع اشکال را، عکس نخستین شمار.
|           | مقدمهٔ اول (صغرا) | مقدمهٔ دوم (کبری) | نتیجه      | مثال                                                               |
| --------- | ---------------- | ---------------- | ---------- | ------------------------------------------------------------------ |
| شکل یکم   | الف ب است        | ب ج است          | الف ج است  | هر انسانی، ناطق است. هر ناطقی حیوان است؛ پس هر انسانی، حیوان است.  |
| شکل دوم   | الف ب است        | ج ب نیست         | الف ج نیست | هر انسانی، ناطق است. هیچ سنگی، ناطق نیست؛ پس هیچ انسانی، سنگ نیست. |
| شکل سوم   | ب الف است        | ب ج نیست         | الف ج نیست | هر ناطقی، انسان است. هیچ ناطقی، سنگ نیست؛ پس هیچ انسانی، سنگ نیست. |
| شکل چهارم | ب الف است        | ج ب است          | الف ج است  | هر انسانی حیوان است؛ هر کاتبی انسان است؛ پس بعضی حیوان‌ها کاتبند.   |

شکل اول: اگر حد وسط؛ محمول صغرا و موضوع کبرا قرار بگیرد؛ مانند:
بعضی از انسان‌ها شاعرند؛ هر شاعری طبع لطیف دارد بعضی انسان‌ها طبع لطیف دارند.
هوا جسم است؛ هر جسمی دارای وزن است هوا دارای وزن است.
شکل دوم: اگر حد وسط محمول صغرا و کبرا قرار گیرد؛ مانند:
هر نشخوارکننده‌ای علفخوار است؛ هیچ گوشتخواری علفخوار نیست. هیچ نشخوارکننده‌ای گوشتخوار نیست.
هر مثلث متساوی‌الأضلاعی متساوی‌الزوایا است؛ هیچ مثلث قائم‌الزاویه‌ای متساوی‌الزوایا نیست. هیچ مثلث متساوی‌الأضلاعی قائم‌الزوایه نیست.
شکل سوم: اگر حد وسط موضوع صغرا و کبرا باشد، شکل سوم به دست می‌آید. مانند:
بعضی از کودکان باهوشند؛ هیچ‌یک از کودکان باتجربه نیستند. بعضی باهوش‌ها باتجربه نیستند.
هر کبوتری پرنده است؛ هر کبوتری دانه‌خوار است بعضی پرندگان دانه‌خوارند.
شکل چهارم: در این شکل حد وسط، موضوع صغرا و محمول کبرا قرار می‌گیرد. (این شکل در ارغنون ارسطو نیامده است) مانند:
همه کودکان بازیگوش هستند؛ همه دبستانی‌ها کودک‌اند بعضی از بازیگوش‌ها دبستانی هستند.
هر انسانی حیوان است؛ هر کاتبی انسان است. بعضی حیوان‌ها کاتبند.
منطقیان معتقدند که در میان اشکال مختلف قیاس اقترانی، شکل اول کامل‌ترین قیاس است، زیرا در این صورت از قیاس است که نتیجه، از وضع دو مقدمه به تنهایی لازم می‌آید و تنها قیاسی است که شناخت ماهیت که از راه حد تام میسر است را امکان‌پذیر می‌سازد، زیرا در شکل دوم هرگز نتیجه موجبه به دست نمی‌آید در حالی که شناخت ماهیت نیاز به قضیه موجبه دارد. علاوه بر این در اغلب موارد در علومی که از برهان لمی استفاده می‌کنند، از همین قیاس صورت اول استفاده می‌شود .

## ضرب‌های مختلف شکل‌های چهارگانه قیاس اقترانی حملی
چهارده ضرب وجود دارند که ضرورتاً نتیجهٔ درست به همراه دارند.
| ردیف | شکل | مقدمه اول (صغرا) | مقدمه دوم (کبرا) | نتیجه           |
| ---- | --- | ---------------- | ---------------- | --------------- |
| ۱    | یکم | هر الف ب است     | هر ب ج است       | هر الف ج است    |
| ۲    | یکم | هر الف ب است     | هیچ ب ج نیست     | هیچ الف ج نیست  |
| ۳    | یکم | بعضی الف ب است   | هر ب ج است       | بعضی الف ج است  |
| ۴    | یکم | بعضی الف ب است   | هیچ ب ج نیست     | بعضی الف ج نیست |
| ۵    | دوم | هر الف ب است     | هیچ ج ب نیست     | هیچ الف ج نیست  |
| ۶    | دوم | هیچ الف ب نیست   | هر ج ب است       | هیچ الف ج نیست  |
| ۷    | دوم | بعضی الف ب است   | هیچ ج ب نیست     | بعضی الف ج نیست |
| ۸    | دوم | بعضی الف ب نیست  | هر ج ب است       | بعضی الف ج نیست |
| ۹    | سوم | هر ب الف است     | هر ب ج است       | بعضی الف ج است  |
| ۱۰   | سوم | هر ب الف است     | هیچ ب ج نیست     | بعضی الف ج نیست |
| ۱۱   | سوم | هر ب الف است     | بعضی ب ج است     | بعضی الف ج است  |
| ۱۲   | سوم | هر ب الف است     | بعضی ب ج نیست    | بعضی الف ج نیست |
| ۱۳   | سوم | بعضی ب الف است   | هر ب ج است       | بعضی الف ج است  |
| ۱۴   | سوم | بعضی ب الف است   | هیچ ب ج نیست     | بعضی الف ج نیست |

موضوع محمول
مقدمهٔ اول قیاس اقترانی حملی، صغرا و مقدمهٔ دوم، کبرا نام دارد. هر یک از این دو مقدمه ممکن است یکی از محصورات چهارگانه (موجبه کلی، موجبه جزئی، سالبه کلی و سالبه جزئی) باشد؛ یعنی برای صغرا و کبرا چهار حالت متصور است. پس بر روی هم هر یک از اشکال قیاس شانزده‌حالت دارد که هر حالت را یک «ضرب» می‌نامند. مجموع شانزده ضرب هر شکل قیاس اقترانی «ضروب شانزده‌گانه» نامیده می‌شوند. از این ضروب شانزده‌گانه برخی منتج‌اند و برخی عقیم. برای انتاج هر شکل شرایطی است که هر ضربی که واجد آن باشد مناج است و هر ضربی که فاقد یکی از شرایط یا هر دو باشد عقیم است.
شکل اول: شکل اول در صورتی منتج است که صغرای آن موجبه و کبرای آن کلی باشد خواه صغرا جزئی یا کبرا سالبه باشد؛ بنابراین با لحاظ کردن این دو شرط، در بین ضروب شانزده‌گانه، چهر ضرب منتج خواهد داشت؛ مثلاً این ضرب از ضروب عقیم است:
حسن دانشجوی این کلاس نیست؛ همه دانشجویان این کلاس کوشا هستند؛
شکل دوم: انتاج در شکل دوم مشروط به دو شرط است: یکی آن که دو مقدمه در سلب و ایجاب مختلف باشند؛ دیگر آن که کبرا کلیت داشته باشد. ضروب منتج در این شکل نیز چهار ضرب است و مابقی عقیم است. ضرب دو مقدمه موجبه در شکل دوم از درجه اعتبار ساقط است؛ زیرا صورت قیاسی معتبری ندارد و با بعضی مواد نتیجه کاذب خواهد داشت؛ مانند:
هر اسبی علف‌خوار است؛ هر گاوی علف‌خوار است. هر اسبی گاو است.
شکل سوم: انتاج این شکل مشروط به موجبه بودن صغرا و کلیت یکی از مقدمتین است. با توجه به این دو شرط ضروب منتج این شکل شش ضرب است و ده ضرب دیگر عقیم خواهد بود. در ضمن باید توجه داشت که نتیجه این شکل در تمام شش ضرب جزئی است؛ هر چند که مقدمتین کلی باشد.
هر اسبی علف‌خوار است؛ هر گاوی علف‌خوار است. هر اسبی گاو است.

## حد وسط
به دو جزء مشترک در مقدمات قیاس «حد وسط» گفته می‌شود. درواقع حد وسط باعث ارتباط بین مقدمات قیاس می‌شود؛ بنابراین حد وسط باید در هردو مقدمه از لحاظ لفظی و معنایی مشترک باشد؛ در غیر اینصورت آن قیاس نتیجه‌ای نخواهد داشت.
و اگر از مقدماتی که حد وسط در آن تکرار نشده‌است نتیجه‌گیری شود، دچار مغالطه «عدم تکرار حد وسط» می‌شویم.
مثال:
«سعدی انسان است. انسان پنج حرف دارد؛ پس سعدی پنج حرف دارد.»
نتیجه در قیاس بالا نامعتبر است؛ زیرا که حد وسط در مقدمه اول به مصداق خارجی انسان دلالت دارد، و در مقدمه دوم به شکل املایی انسان دلالت دارد. و از نظر معنایی همسان نیستند؛ بنابراین می‌تواند باعث ایجاد مغالطه شود.

## شرایط حدّ وسط در اَشکال چهارگانه
محور و مدار قیاس حد وسط است؛ بنابراین اخلال در حد وسط، سبب اخلال در قیاس است. در اشکال چهارگانه حد وسط باید دو شرط داشته باشد؛
شرط اول: حد وسط در مقدمتین به یک معنی به کار برود؛ نه این که در صغریٰ(مقدمهٔ اوّل) به یک معنی باشد و در کبریٰ(مقدمهٔ دوّم) به معنی دیگر؛ مانند:
در باز است؛ باز پرنده است؛ پس در پرنده است. یا اورست کوه است؛کوه نقطه ندارد؛ پس اورست نقطه ندارد.
شرط دوم: حد وسط باید در هر مقدمه تماماً تکرار شود؛ یعنی عین هم باشد؛ مثلاً در قیاس زیر:
ماست از شیر است؛ شیر برای اسهال مضر است؛ پس ماست برای اسهال مضر است.

## قواعد قیاس اقترانی
قاعده ۱: از دو مقدمه سالبه هیچ نتیجه‌ای حاصل نمی‌شود.
هیچ دانش‌جویی دانش‌آموز نیست؛ هیچ دانش‌آموزی معلم نیست. پس هیچ دانش جویی معلم نیست. (!)
قاعده ۲: اگر یکی از دو مقدمه سالبه باشد، نتیجه یقیناً سالبه است.
همه علف‌خوار نشخوارکننده‌است. هیچ گربه ای نشخوارکننده نیست. پس هیچ علف‌خوار گربه نیست(!)
قاعده ۳: از دو مقدمه موجبه نمی‌توان نتیجه سالبه گرفت.
هر موجود فانی موجودی جایزالخطاست؛ هر انسانی موجود فانی است پس بعضی از موجودات جایزالخطا انسان نیستند. (!)
در تعیین کم و کیف، نتیجه تابع اخس مقدمتین است (پست‌ترین مقدمتین)؛ پستی یک مقدمه، به جزئی بودن و سالبه بودن آن است. پس اگر یکی از مقدمتین جزئی باشد، نتیجه حتماً جزئی و اگر یکی از دو مقدمه سالبه باشد، نتیجه حتماً سالبه است.